# Eufória (televíziós sorozat)
Az Eufória (eredeti cím: Euphoria) 2019-ben bemutatott amerikai tinidráma televíziós sorozat, amelyet Sam Levinson készített, az azonos nevű izraeli sorozat alapján (héberül אופוריה), amelyet Ron Leshem, Daphna Levin és Tmira Yardeni készített.
2019. június 16-án volt a premierje az HBO-n. 2019. július 11-én az HBO bejelentette, hogy jön a második évad, amely 2022. január 9-én jelent meg. 2022 februárjában még nem ért véget a második évad, de a HBO berendelte a harmadik évadot.

## Bevezetés
Az Eufória középiskolás diákok csoportját mutatja be akik megtapasztalják a drogokat a szexet és az erőszakot. A film sokaknak nem tetszik, hiszen erkölcstelen tartalmak is vannak benne. 16 + vagy az első szex előtt ajánlott. 

## Szereplők

### Főszereplők
| Színész         | Karakter                  | Leírás                                                                            | Magyar szinkronhang |
| --------------- | ------------------------- | --------------------------------------------------------------------------------- | ------------------- |
| Zendaya         | Rue Bennett               | Gyógyuló drogfüggő, aki azért küzd, hogy megtalálja a helyét a világban.          | Csuha Bori          |
| Maude Apatow    | Lexi Howard               | Rue érzékeny gyermekkori barátja és Cassie húga.                                  | Pekár Adrienn       |
| Angus Cloud     | Fezco                     | Helyi drogkereskedő, aki szoros kapcsolatban áll Rue-val.                         | Baráth István       |
| Eric Dane       | Cal Jacobs                | Nate apja, aki titkolózik a családja elől.                                        | Kárpáti Levente     |
| Alexa Demie     | Maddy Perez               | Nate se veled, se nélküled barátnője                                              | Laurinyecz Réka     |
| Jacob Elordi    | Nate Jacobs               | Középiskolai sportoló, akinek haragja a szexuális bizonytalanságot takarja.       | Czető Roland        |
| Barbie Ferreira | Katherine "Kat" Hernandez | Egy tudatos tini, aki felfedezi a szexualitását.                                  | Csifó Dorina        |
| Nika King       | Leslie Bennett            | Rue és Gia anyja.                                                                 | Bognár Gyöngyvér    |
| Storm Reid      | Gia Bennett               | Rue húga.                                                                         | Pauwlik Gréta       |
| Hunter Schafer  | Jules Vaughn              | Egy transz-lány, aki a városba költözés után gyorsan megismerkedik Rue-val.       | Laudon Andrea       |
| Algee Smith     | Chris McKay               | Egy fiatal focista, akinek nehézségei vannak az egyetemhez való alkalmazkodáshoz. | Penke Bence         |
| Sydney Sweeney  | Cassie Howard             | Lexi nővére, hírhedt szexuális múlttal.                                           | Molnár Ilona        |
| Javon Walton    | Ashtray                   | Fez „kistestvére”, drogdíler.                                                     | Tóth Márk           |
| Austin Abrams   | Ethan Lewis               | Kat szerelme.                                                                     | Bogdán Gergő        |
| Dominic Fike    | Elliot                    | Rue új barátja.                                                                   | Timon Barnabás      |

### Visszatérő szereplők
| Színész                  | Karakter          | Magyar szinkronhang          |
| ------------------------ | ----------------- | ---------------------------- |
| Colman Domingo           | Ali               | Kálid Artúr (különkiadás)    |
| John Ales                | David Vaughn      | Czvetkó Sándor (különkiadás) |
| Keean Johnson            | Daniel            |                              |
| Lukas Gage               | Tyler             |                              |
| Alanna Ubach             | Suze Howard       |                              |
| Sophia Rose Wilson       | BB                |                              |
| Ruben Dario              | Ted               |                              |
| Nolan Bateman            | Wes               |                              |
| Tyler & Tristian Timmons | Troy és Roy McKay |                              |
| Shiloh Fernandez         | Trevor            |                              |
| Will Peltz               | Luke Kasten       |                              |
| Nick Blood               | Gus Howard        |                              |
| Chloe Cherry             | Faye              | Hermann Lilla                |

## Epizódok
| Évad | Évad        | Epizódok | Eredeti sugárzás  | Eredeti sugárzás | Eredeti adó       | Magyar sugárzás   | Magyar sugárzás    | Magyar adó |
| Évad | Évad        | Epizódok | Évadpremier       | Évadfinálé       | Eredeti adó       | Évadpremier       | Évadfinálé         | Magyar adó |
| ---- | ----------- | -------- | ----------------- | ---------------- | ----------------- | ----------------- | ------------------ | ---------- |
|      | 1.          | 8        | 2019. június 16.  | 2019. június 17. |                   | 2019. június 17.  | 2019. augusztus 5. |            |
|      | Különkiadás | 2        | 2020. december 3. | 2021. január 22. | 2020. december 4. | 2021. január 23.  |                    |            |
|      | 2.          | 8        | 2022. január 9.   | 2022. január 10. | 2022. február 27. | 2022. február 28. |                    |            |

### 1. évad (2019)
| Sor. | Év. | Cím | Rendező            | Író          | Premier                               | Nézettség   |
| ---- | --- | --- | ------------------ | ------------ | ------------------------------------- | ----------- |
| 1.   | 1.  | Nyár este (Pilot) | Augustine Frizzell | Sam Levinson | 2019. június 16. 2019. június 17.     | 0,58 millió |
| 2.   | 2.  | Apja fia (Stuntin' Like My Daddy)                                                                                        | Sam Levinson       | Sam Levinson | 2019. június 23. 2019. június 24.     | 0,57 millió |
| 3.   | 3.  | Nézd! (Made You Look) | Sam Levinson       | Sam Levinson | 2019. június 30. 2019. július 1.      | 0,49 millió |
| 4.   | 4.  | Megrázottak (Shook One Pt. II)                                                                                           | Sam Levinson       | Sam Levinson | 2019. július 7. 2019. július 8.       | 0,61 millió |
| 5.   | 5.  | Bonnie és Clyde ('03 Bonnie and Clyde)                                                                                   | Jennifer Morrison  | Sam Levinson | 2019. július 14. 2019. július 15.     | 0,58 millió |
| 6.   | 6.  | A következő rész (The Next Episode)                                                                                      | Pippa Bianco       | Sam Levinson | 2019. július 21. 2019. július 22.     | 0,57 millió |
| 7.   | 7.  | Hogyan küzdjünk meg a pisilés gyötrelmeivel depressziósan (The Trials and Tribulations of Trying to Pee While Depressed) | Sam Levinson       | Sam Levinson | 2019. július 28. 2019. július 29.     | 0,55 millió |
| 8.   | 8.  | És sóval hintenéd a helyét (And Salt the Earth Behind You)                                                               | Sam Levinson       | Sam Levinson | 2019. augusztus 4. 2019. augusztus 5. | 0,53 millió |

### Különkiadás (2020–2021)
| Sor. | Év. | Cím | Rendező      | Író                            | Premier                             | Nézettség   |
| ---- | --- | --- | ------------ | ------------------------------ | ----------------------------------- | ----------- |
| 9.   | 1.  | 1. rész: Rue - A vész nem tart örökké (Part 1: Rue - Trouble Don’t Last Always)                               | Sam Levinson | Sam Levinson                   | 2020. december 3. 2020. december 4. | 0,24 millió |
| 10.  | 2.  | 2. rész: Jules – Baszódjon meg mindenki, aki nem bluggyhal (Part 2: Jules - Fuck Anyone Who's Not a Sea Blob) | Sam Levinson | Sam Levinson és Hunter Schafer | 2021. január 22. 2021. január 23.   | 0,11 millió |

### 2. évad (2022)
| Sor. | Év. | Cím | Rendező      | Író          | Premier                             | Nézettség   |
| ---- | --- | --- | ------------ | ------------ | ----------------------------------- | ----------- |
| 11.  | 1.  | Be kéne jutni a mennyországba, mielőtt ránk csukják az ajtót (Trying to Get to Heaven Before They Close the Door)                   | Sam Levinson | Sam Levinson | 2022. január 9. 2022. január 10.    | 0,25 millió |
| 12.  | 2.  | Elrugaszkodunk a valóságtól (Out of Touch)                                                                                          | Sam Levinson | Sam Levinson | 2022. január 16. 2022. január 17.   | 0,28 millió |
| 13.  | 3.  | Elmélkedés nagyobb és kisebb szekálókról (Ruminations: Big and Little Bullys)                                                       | Sam Levinson | Sam Levinson | 2022. január 23. 2022. január 24.   | 0,26 millió |
| 14.  | 4.  | Te ki nem látsz, gondolj azokra akik igen (You Who Cannot See, Think of Those Who Can)                                              | Sam Levinson | Sam Levinson | 2022. január 30. 2022. január 31.   | 0,32 millió |
| 15.  | 5.  | Állj egy helyben, mint a kolibri (Stand Still Like the Hummingbird)                                                                 | Sam Levinson | Sam Levinson | 2022. február 6. 2022. február 7.   | 0,35 millió |
| 16.  | 6.  | Ezer kis vérfa (A Thousand Little Trees of Blood)                                                                                   | Sam Levinson | Sam Levinson | 2022. február 13. 2022. február 14. | 0,28 millió |
| 17.  | 7.  | A színház és annak kettőse (The Theater and Its Double)                                                                             | Sam Levinson | Sam Levinson | 2022. február 20. 2022. február 21. | 0,35 millió |
| 18.  | 8.  | Egész életemben a szívem olyasmire vágyott, amit nem tudok megnevezni (All My Life, My Heart Has Yearned for a Thing I Cannot Name) | Sam Levinson | Sam Levinson | 2022. február 27. 2022. február 28. | 0,63 millió |